# めぐる
『めぐる』（Meguru/Goes around comes around）は、2020年の短編映画。ミャンマー出身のテインダンが監督を務め、第3回小布施短編映画祭では鴻山部門作品賞を受賞した。

## あらすじ
大切な入社試験面接の日の朝も、めぐみはいつもの悪夢にうなされていた。その夢とは、放課後の教室で行われる妹・奈緒への集団いじめの光景。
そして、奈緒が駅のホームへと・・。 寝坊しためぐみは駅へと走る。途中でスーツを着た男にぶつかりながら、発車間際の電車に駆け込む。
時間は“九時二十分”。この駆け込み乗車による僅かな電車遅延が、その後さまざまな人々の運命を狂わせることになる。

## スタッフ＆キャスト
| 監督           | モンティンダン |
| 出演           | 生越千晴、小野花梨、小出水賢一郎、小野孝弘、泊帝、宍倉暁子、姫愛奈ラレイナ、仲野りく、川添野愛、渡辺喜子、高田弦、亀沢純一、三木秀甫、昌赫、山田命、木全俊太、高木洋行、穐山和子、鰐口千晴、岩本秋穂、草本夏明、和田遥奈 |
| プロデューサー | モンティンダン、江南知幸 |
| 脚本           | 山﨑佐保子 |
| スタッフ       | 稲垣壮洋（助監督） 山本周平（撮影） 鳥内宏二（照明） 辻田恵美（編集） 落合諒磨 / 岡賢治（録音） 小牧将人（整音） 鈴木真帆（メイク） Champ Asia Production / 合同会社CHAMP ASIA（製作）                                   |